# Baltar (Ourense)
Baltar ist eine spanische Gemeinde (Concello) mit 853 Einwohnern (Stand: 2024) in der Provinz Ourense der Autonomen Gemeinschaft Galicien.

## Geografie
Baltar liegt am südlichen Rand der Provinz Ourense und grenzt dort an den Distrikt Vila Real in Portugal, ca. 45 Kilometer südsüdöstlich der Provinzhauptstadt Ourense.
Umgeben wird Baltar von den fünf Nachbargemeinden:
|                  | Os Blancos                                  | Xinzo de Limia |
| Calvos de Randín | Kompassrose, die auf Nachbargemeinden zeigt | Cualedro       |
|                  | Montalegre e Padroso (Portugal)             |                |

Der Río Salas und viele kleinere Fließgewässer bilden ein Tal in genereller Ost-West-Richtung, das im Nordwesten von der Serra de Gomariz und im Südosten von der Serra de Larouco eingerahmt wird. Die Höhen der Berge übersteigen oft die 1000 m, wie beispielsweise der Cebreiro (1267 m) und die A Pedrosa (1193 m) im Westen, der Arando (1179 m) im Südosten oder der Alto da Freira (1249 m) im Süden an der portugiesischen Grenze.

## Bevölkerungsentwicklung der Gemeinde
Nach einem Anwachsen der Gemeindegröße bis fast 4000 Einwohner um 1981 sank die Zahl der Bevölkerung in der Folgezeit bis unter 1000. Ein besonders markanter Rückgang ist zwischen 1981 und 1991 zu verzeichnen, als die Gemeinde in dieser Dekade allein ca. 53 % ihrer Bevölkerung verlor.

## Gemeindegliederung
Die Gemeinde Baltar ist in sieben Parroquias gegliedert:
| Parroquias            | Patrozinium    | Einwohner 2024 | Fläche km² | Dichte Einw./km² | Höhe msnm | Ortskennzahl |
| --------------------- | -------------- | -------------- | ---------- | ---------------- | --------- | ------------ |
| Abades                | San Paio       | 176            | 12,29      | 14               | 895       | 32005010000  |
| Baltar                | San Bartolomeu | 221            | 19,75      | 11               | 821       | 32005020000  |
| Garabelos do Bouzo    | Santiago       | 62             | 9,72       | 6                | 802       | 32005030000  |
| Niñodaguia            | San Lourenzo   | 57             | 9,96       | 6                | 797       | 32005040000  |
| Texós                 | Santa María    | 67             | 4,95       | 14               | 0         | 32005050000  |
| Tosende               | San Lourenzo   | 79             | 15,11      | 5                | 890       | 32005060000  |
| Vilamaior da Boullosa | Santa María    | 222            | 22,79      | 10               | 908       | 32005070000  |

Der Sitz der Gemeinde befindet sich in Baltar in der gleichnamigen Parroquia.

## Geschichte
Vom Mittelalter bis 1864 gehörte das Dorf As Maus der Gemeinde zum Couto Mixto, einem unabhängigen Zwergstaat an der Grenze zu Portugal.

## Wirtschaft
| Ackerbau, Viehzucht und Fischerei                                                  | 064 | 023,53 |
| Industrie                                                                          | 032 | 011,76 |
| Bauwirtschaft                                                                      | 024 | 08,82  |
| Dienstleistungsbetriebe                                                            | 152 | 055,88 |
| Total                                                                              | 272 | 100,00 |
| * Daten aus dem Statistischen Amt für Wirtschaftliche Entwicklung in Galicien, IGE |     |        |

## Verkehr
Die Gemeinde liegt fernab von Fernverkehrsstraßen. Land- und Provinzstraßen sorgen für die Anbindung an die Nachbargemeinden. Die Provinzstraße OU-1109 führt über die portugiesische Grenze nach Montalegre.